# Ernie Beck
Ernest Joseph Beck (Filadelfia, Pensilvania, 11 de diciembre de 1931-12 de diciembre de 2024) fue un jugador de baloncesto estadounidense que disputó siete temporadas en la NBA. Con 1,93 metros de altura, jugaba en la posición de Alero.

## Trayectoria deportiva

### Universidad
Jugó durante cuatro temporadas con los Quakers de la Universidad de Pensilvania, con los que promedió 22,3 puntos y 19,0 rebotes por partido.

### Profesional
Fue elegido en la primera posición del 1953 por Philadelphia Warriors como elección territorial. Allí disputó seis de sus siete años como profesional, pero siempre desempeñando un rol menor dentro del equipo. Su mejor temporada fue la 1957-58, cuando promedió 10,1 puntos y 4,3 rebotes. En la 1960-61 fue traspasado a St. Louis Hawks, donde jugó apenas 7 partidos antes de ser enviado a Syracuse Nationals, donde jugó 3 partidos más, antes de retirarse.
En sus 7 temporadas como profesional promedió 6,3 puntos y 3,2 rebotes por partido.

## Estadísticas de su carrera en la NBA
|  | Denota temporadas en las que fue Campeón de la NBA |

### Temporada regular
| Año     | Equipo       | PJ  | PT | MPP  | %TC  | %3P | %TL   | RPP | APP | ROB | TPP | PPP  |
| ------- | ------------ | --- | -- | ---- | ---- | --- | ----- | --- | --- | --- | --- | ---- |
| 1953–54 | Philadelphia | 15  | -  | 28.1 | .275 | -   | .791  | 3.3 | 2.3 | -   | -   | 7.5  |
| 1955–56 | Philadelphia | 67  | -  | 15.0 | .387 | -   | .717  | 2.9 | 1.2 | -   | -   | 5.2  |
| 1956–57 | Philadelphia | 72  | -  | 24.2 | .384 | -   | .707  | 4.3 | 2.6 | -   | -   | 7.0  |
| 1957–58 | Philadelphia | 71  | -  | 27.8 | .398 | -   | .837  | 4.3 | 2.7 | -   | -   | 10.1 |
| 1958–59 | Philadelphia | 70  | -  | 14.5 | .390 | -   | .662  | 2.5 | 1.3 | -   | -   | 5.3  |
| 1959–60 | Philadelphia | 66  | -  | 12.3 | .388 | -   | .844  | 1.9 | 1.1 | -   | -   | 3.9  |
| 1960–61 | St. Louis    | 7   | -  | 8.9  | .333 | -   | 1.000 | 1.7 | 1.9 | -   | -   | 2.7  |
| 1960–61 | Syracuse     | 3   | -  | 6.7  | .375 | -   | .500  | 3.7 | 0.7 | -   | -   | 2.3  |
| Total   | Total        | 371 | -  | 19.0 | .383 | -   | .762  | 3.2 | 1.8 | -   | -   | 6.3  |

### Playoffs
| Año     | Equipo       | PJ | PT | MPP  | %TC  | %3P | %TL   | RPP | APP | ROB | TPP | PPP  |
| ------- | ------------ | -- | -- | ---- | ---- | --- | ----- | --- | --- | --- | --- | ---- |
| 1955–56 | Philadelphia | 10 | -  | 25.0 | .431 | -   | .710  | 5.1 | 2.2 | -   | -   | 8.4  |
| 1956–57 | Philadelphia | 2  | -  | 44.5 | .368 | -   | 1.000 | 5.0 | 2.5 | -   | -   | 15.5 |
| 1957–58 | Philadelphia | 8  | -  | 19.5 | .377 | -   | .667  | 4.0 | 1.6 | -   | -   | 6.5  |
| 1959–60 | Philadelphia | 4  | -  | 5.5  | .444 | -   | .000  | 1.5 | 0.8 | -   | -   | 2.0  |
| Total   | Total        | 24 | -  | 21.5 | .400 | -   | .705  | 4.1 | 1.8 | -   | -   | 7.3  |